# FAX +49-69/450464
La FAX +49-69/450464, anche conosciuta come FAX, era un'etichetta discografica tedesca fondata da Pete Namlook nel 1992 e rimasta in attività fino al 2012, anno di morte del fondatore.

## Storia
Inaugurata con l'album Silence di Pete Namlook e Dr. Atmo, la FAX +49-69/450464 si è specializzata nella pubblicazione di musica techno, trance e ambient a tiratura limitata, divenendo inoltre un riferimento per il sound elettronico di Francoforte degli anni novanta. Della FAX sono state create diverse succursali come la Rather Interesting, la Ambient World, la Seasons Greetings e la Yesterday & Tomorrow. Oltre al già citato Namlook, gli artisti che hanno registrato per la FAX +49-69/450464 comprendono Uwe Schmidt, Bill Laswell, Tetsu Inoue, Biosphere, Klaus Schulze e Richie Hawtin.